# Élections municipales de 2014 dans le Territoire de Belfort
Les élections municipales dans le Territoire de Belfort se sont déroulées les 23 et 30 mars 2014.

## Maires sortants et maires élus
Le scrutin est marqué par plusieurs changements majeurs : Belfort, chef-lieu du département et bastion de la gauche depuis 1977, est remportée par la droite. La gauche perd également Bavilliers, Châtenois-les-Forges, Offemont et Rougemont-le-Château face au MoDem et la droite. L'UDI conserve Valdoie.
| Commune              | Population | Maire sortant       | Parti | Parti | Maire élu            | Parti | Parti |
| -------------------- | ---------- | ------------------- | ----- | ----- | -------------------- | ----- | ----- |
| Andelnans            | 1 254      | Bernard Mauffrey    |       | DVD   | Bernard Mauffrey     |       | DVD   |
| Bavilliers           | 4 889      | Daniel Lanquetin    |       | MRC   | Éric Koeberlé        |       | MoDem |
| Beaucourt            | 5 106      | Cédric Perrin       |       | UMP   | Cédric Perrin        |       | UMP   |
| Belfort              | 50 128     | Étienne Butzbach    |       | PS    | Damien Meslot        |       | UMP   |
| Bourogne             | 1 974      | Jean-François Roost |       | PS    | Jean-François Roost  |       | PS    |
| Châtenois-les-Forges | 2 723      | Jean-Claude Mathey  |       | DVG   | Florian Bouquet      |       | UMP   |
| Chaux                | 1 087      | André Piccinelli    |       | DVD   | André Piccinelli     |       | DVD   |
| Chèvremont           | 1 542      | Pierre Lab          |       | PS    | Jean-Paul Moutarlier |       | PS    |
| Cravanche            | 1 987      | Yves Druet          |       | DVG   | Yves Druet           |       | DVG   |
| Danjoutin            | 3 476      | Daniel Feurtey      |       | EELV  | Daniel Feurtey       |       | EELV  |
| Delle                | 5 906      | Pierre Oser         |       | PS    | Pierre Oser          |       | PS    |
| Éloie                | 1 005      | Michel Oriez        |       | DVG   | Michel Oriez         |       | DVG   |
| Essert               | 3 166      | Yves Gaume          |       | UMP   | Yves Gaume           |       | UMP   |
| Étueffont            | 1 465      | Gérard Guyon        |       | MRC   | René Bazin           |       | MRC   |
| Évette-Salbert       | 2 075      | Francis Nanse       |       | DVG   | Bernard Guillemet    |       | DVG   |
| Giromagny            | 3 148      | Jean Lefevre        |       | DVG   | Jacques Colin        |       | DVG   |
| Grandvillars         | 3 012      | Christian Rayot     |       | DVG   | Christian Rayot      |       | DVG   |
| Joncherey            | 1 304      | Maurice Nicoud      |       | DVD   | Jacques Alexandre    |       | DVD   |
| Lepuix               | 1 127      | Daniel Roth         |       | DVG   | Daniel Roth          |       | DVG   |
| Méziré               | 1 404      | Raphaël Rodriguez   |       | PS    | Raphaël Rodriguez    |       | PS    |
| Montreux-Château     | 1 115      | Laurent Conrad      |       | DVG   | Laurent Conrad       |       | DVG   |
| Morvillars           | 1 151      | Françoise Ravey     |       | PS    | Françoise Ravey      |       | PS    |
| Offemont             | 3 513      | Françoise Bouvier   |       | MRC   | Pierre Carles        |       | DVD   |
| Pérouse              | 1 112      | Christian Houille   |       | PS    | Christian Houille    |       | PS    |
| Rougegoutte          | 1 011      | Guy Miclo           |       | PS    | Guy Miclo            |       | PS    |
| Rougemont-le-Château | 1 388      | Michel Berne        |       | MRC   | Didier Vallverdu     |       | UMP   |
| Trévenans            | 1 171      | Pierre Boucon       |       | DVG   | Pierre Barlogis      |       | DVD   |
| Valdoie              | 5 233      | Michel Zumkeller    |       | UDI   | Michel Zumkeller     |       | UDI   |

### Résultats en nombre de maires
| Partis       | Partis                            | Maires sortants | Maires élus | Évolution     |
| ------------ | --------------------------------- | --------------- | ----------- | ------------- |
|              | Divers droite                     | 3               | 5           | 2             |
|              | Union pour un mouvement populaire | 2               | 5           | 3             |
|              | UDI                               | 1               | 1           | en stagnation |
|              | MoDem                             | 0               | 1           | 1             |
| Total droite | Total droite                      | 6               | 12          | 6             |
|              | Divers gauche                     | 9               | 7           | 2             |
|              | Parti socialiste                  | 8               | 7           | 1             |
|              | MRC                               | 4               | 1           | 3             |
|              | EELV                              | 1               | 1           | en stagnation |
| Total gauche | Total gauche                      | 22              | 16          | 6             |
| Total        | Total                             | 28              | 28          | -             |

## Résultats dans les communes de plus de1 000 habitants

### Andelnans
- Maire sortant : Bernard Mauffrey
- 15 sièges à pourvoir au conseil municipal (population légale 2011 : 1 254 habitants)
- 2 sièges à pourvoir au conseil communautaire (CA Grand Belfort)

|                          | Bernard Mauffrey * | DVD            | 511   | 100,00 | 15 | 2 |  |  |
|                          |                    |                |       |        |    |   |  |  |
| Inscrits                 | Inscrits           | Inscrits       | 1 011 | 100,00 |    |   |  |  |
| Abstentions              | Abstentions        | Abstentions    | 436   | 43,13  |    |   |  |  |
| Votants                  | Votants            | Votants        | 575   | 56,87  |    |   |  |  |
| Blancs et nuls           | Blancs et nuls     | Blancs et nuls | 64    | 11,13  |    |   |  |  |
| Exprimés                 | Exprimés           | Exprimés       | 511   | 88,87  |    |   |  |  |
| * Liste du maire sortant |                    |                |       |        |    |   |  |  |

### Bavilliers
- Maire sortant : Daniel Lanquetin (MRC)
- 27 sièges à pourvoir au conseil municipal (population légale 2011 : 4 889 habitants)
- 3 sièges à pourvoir au conseil communautaire (CA Grand Belfort)

| Tête de liste  | Tête de liste         | Liste          | Premier tour | Premier tour | Second tour | Second tour | Sièges | Sièges |
| Tête de liste  | Tête de liste         | Liste          | Voix         | %            | Voix        | %           | CM     | CC     |
| -------------- | --------------------- | -------------- | ------------ | ------------ | ----------- | ----------- | ------ | ------ |
|                | Jean-Pierre Thabourin | DVG            | 817          | 44,49        | 956         | 49,76       | 6      | 1      |
|                | Éric Koeberle         | MoDem          | 527          | 28,70        | 965         | 50,23       | 21     | 2      |
|                | Gabriel Personeni     | DVD            | 492          | 26,79        |             |             |        |        |
|                |                       |                |              |              |             |             |        |        |
| Inscrits       | Inscrits              | Inscrits       | 2 970        | 100,00       | 2 970       | 100,00      |        |        |
| Abstentions    | Abstentions           | Abstentions    | 1 017        | 34,24        | 962         | 32,39       |        |        |
| Votants        | Votants               | Votants        | 1 953        | 65,76        | 2 008       | 67,61       |        |        |
| Blancs et nuls | Blancs et nuls        | Blancs et nuls | 117          | 5,99         | 87          | 4,33        |        |        |
| Exprimés       | Exprimés              | Exprimés       | 1 836        | 94,01        | 1 921       | 95,67       |        |        |

### Beaucourt
- Maire sortant : Cédric Perrin (UMP)
- 29 sièges à pourvoir au conseil municipal (population légale 2011 : 5 106 habitants)
- 6 sièges à pourvoir au conseil communautaire (CC du Sud Territoire)

|                          | Cédric Perrin * | UMP            | 1 858 | 75,37  | 26 | 6 |  |  |
|                          | Guy Berthelot   | DVG            | 607   | 24,62  | 3  |   |  |  |
|                          |                 |                |       |        |    |   |  |  |
| Inscrits                 | Inscrits        | Inscrits       | 3 801 | 100,00 |    |   |  |  |
| Abstentions              | Abstentions     | Abstentions    | 1 185 | 31,18  |    |   |  |  |
| Votants                  | Votants         | Votants        | 2 616 | 68,82  |    |   |  |  |
| Blancs et nuls           | Blancs et nuls  | Blancs et nuls | 151   | 5,77   |    |   |  |  |
| Exprimés                 | Exprimés        | Exprimés       | 2 465 | 94,23  |    |   |  |  |
| * Liste du maire sortant |                 |                |       |        |    |   |  |  |

### Belfort
- Maire sortant : Étienne Butzbach (PS)
- 45 sièges à pourvoir au conseil municipal (population légale 2011 : 50 128 habitants)
- 30 sièges à pourvoir au conseil communautaire (CA Grand Belfort)

| Tête de liste            | Tête de liste       | Liste          | Premier tour | Premier tour | Second tour | Second tour | Sièges | Sièges |
| Tête de liste            | Tête de liste       | Liste          | Voix         | %            | Voix        | %           | CM     | CC     |
| ------------------------ | ------------------- | -------------- | ------------ | ------------ | ----------- | ----------- | ------ | ------ |
|                          | Damien Meslot       | UMP            | 4 925        | 33,26        | 7 096       | 47,38       | 34     | 23     |
|                          | Étienne Butzbach *  | PS-PCF-EELV    | 3 165        | 21,37        | 4 786       | 31,96       | 7      | 5      |
|                          | Christophe Grudler  | UDI-MoDem      | 2 321        | 15,67        |             |             |        |        |
|                          | Marc Archambault    | FN             | 1 780        | 12,02        | 1 562       | 10,43       | 2      | 1      |
|                          | Bastien Faudot      | DVG-MRC        | 1 617        | 10,92        | 1 530       | 10,21       | 2      | 1      |
|                          | Bertrand Chevalier  | FG             | 704          | 4,75         |             |             |        |        |
|                          | Jean-Marie Pheulpin | LO             | 293          | 1,97         |             |             |        |        |
|                          |                     |                |              |              |             |             |        |        |
| Inscrits                 | Inscrits            | Inscrits       | 27 146       | 100,00       | 26 935      | 100,00      |        |        |
| Abstentions              | Abstentions         | Abstentions    | 11 854       | 43,67        | 11 243      | 41,74       |        |        |
| Votants                  | Votants             | Votants        | 15 292       | 56,33        | 15 692      | 58,26       |        |        |
| Blancs et nuls           | Blancs et nuls      | Blancs et nuls | 487          | 3,18         | 718         | 4,58        |        |        |
| Exprimés                 | Exprimés            | Exprimés       | 14 805       | 96,82        | 14 974      | 95,42       |        |        |
| * Liste du maire sortant |                     |                |              |              |             |             |        |        |

### Bourogne
- Maire sortant : Jean-François Roost
- 19 sièges à pourvoir au conseil municipal (population légale 2011 : 1 974 habitants)
- 2 sièges à pourvoir au conseil communautaire (CA Grand Belfort)

| Tête de liste            | Tête de liste         | Liste          | Premier tour | Premier tour | Second tour | Second tour | Sièges | Sièges |
| Tête de liste            | Tête de liste         | Liste          | Voix         | %            | Voix        | %           | CM     | CC     |
| ------------------------ | --------------------- | -------------- | ------------ | ------------ | ----------- | ----------- | ------ | ------ |
|                          | Jean-François Roost * | PS             | 296          | 42,40        | 414         | 57,66       | 15     | 2      |
|                          | Raphaël Guenot        | DVD            | 218          | 31,23        | 304         | 42,33       | 4      |        |
|                          | Pierre Le Guen        | DVG            | 184          | 26,36        |             |             |        |        |
|                          |                       |                |              |              |             |             |        |        |
| Inscrits                 | Inscrits              | Inscrits       | 1 118        | 100,00       | 1 116       | 100,00      |        |        |
| Abstentions              | Abstentions           | Abstentions    | 382          | 34,17        | 371         | 33,24       |        |        |
| Votants                  | Votants               | Votants        | 736          | 65,83        | 745         | 66,76       |        |        |
| Blancs et nuls           | Blancs et nuls        | Blancs et nuls | 38           | 5,16         | 27          | 3,62        |        |        |
| Exprimés                 | Exprimés              | Exprimés       | 698          | 94,84        | 718         | 96,38       |        |        |
| * Liste du maire sortant |                       |                |              |              |             |             |        |        |

### Châtenois-les-Forges
- Maire sortant : Jean-Claude Mathey (DVG)
- 23 sièges à pourvoir au conseil municipal (population légale 2011 : 2 723 habitants)
- 2 sièges à pourvoir au conseil communautaire (CA Grand Belfort)

|                | Florian Bouquet | UMP            | 968   | 100,00 | 23 | 2 |  |  |
|                |                 |                |       |        |    |   |  |  |
| Inscrits       | Inscrits        | Inscrits       | 2 028 | 100,00 |    |   |  |  |
| Abstentions    | Abstentions     | Abstentions    | 760   | 37,48  |    |   |  |  |
| Votants        | Votants         | Votants        | 1 268 | 62,52  |    |   |  |  |
| Blancs et nuls | Blancs et nuls  | Blancs et nuls | 300   | 23,66  |    |   |  |  |
| Exprimés       | Exprimés        | Exprimés       | 968   | 76,34  |    |   |  |  |

### Chaux
- Maire sortant : André Piccinelli
- 15 sièges à pourvoir au conseil municipal (population légale 2011 : 1 087 habitants)
- 3 sièges à pourvoir au conseil communautaire (CC des Vosges du Sud)

|                          | André Piccinelli * | SE             | 404 | 100,00 | 15 | 3 |  |  |
|                          |                    |                |     |        |    |   |  |  |
| Inscrits                 | Inscrits           | Inscrits       | 804 | 100,00 |    |   |  |  |
| Abstentions              | Abstentions        | Abstentions    | 341 | 42,41  |    |   |  |  |
| Votants                  | Votants            | Votants        | 463 | 57,59  |    |   |  |  |
| Blancs et nuls           | Blancs et nuls     | Blancs et nuls | 59  | 12,74  |    |   |  |  |
| Exprimés                 | Exprimés           | Exprimés       | 404 | 87,26  |    |   |  |  |
| * Liste du maire sortant |                    |                |     |        |    |   |  |  |

### Chèvremont
- Maire sortant : Pierre Lab
- 19 sièges à pourvoir au conseil municipal (population légale 2011 : 1 542 habitants)
- 2 sièges à pourvoir au conseil communautaire (CA Grand Belfort)

|                | Jean-Paul Moutarlier | SE             | 509   | 100,00 | 19 | 2 |  |  |
|                |                      |                |       |        |    |   |  |  |
| Inscrits       | Inscrits             | Inscrits       | 1 123 | 100,00 |    |   |  |  |
| Abstentions    | Abstentions          | Abstentions    | 418   | 37,22  |    |   |  |  |
| Votants        | Votants              | Votants        | 705   | 62,78  |    |   |  |  |
| Blancs et nuls | Blancs et nuls       | Blancs et nuls | 196   | 27,80  |    |   |  |  |
| Exprimés       | Exprimés             | Exprimés       | 509   | 72,20  |    |   |  |  |

### Cravanche
- Maire sortant : Yves Druet
- 19 sièges à pourvoir au conseil municipal (population légale 2011 : 1 987 habitants)
- 2 sièges à pourvoir au conseil communautaire (CA Grand Belfort)

|                          | Yves Druet *   | SE             | 696   | 100,00 | 19 | 2 |  |  |
|                          |                |                |       |        |    |   |  |  |
| Inscrits                 | Inscrits       | Inscrits       | 1 523 | 100,00 |    |   |  |  |
| Abstentions              | Abstentions    | Abstentions    | 687   | 45,11  |    |   |  |  |
| Votants                  | Votants        | Votants        | 836   | 54,89  |    |   |  |  |
| Blancs et nuls           | Blancs et nuls | Blancs et nuls | 140   | 16,75  |    |   |  |  |
| Exprimés                 | Exprimés       | Exprimés       | 696   | 83,25  |    |   |  |  |
| * Liste du maire sortant |                |                |       |        |    |   |  |  |

### Danjoutin
- Maire sortant : Daniel Feurtey (EÉLV)
- 23 sièges à pourvoir au conseil municipal (population légale 2011 : 3 476 habitants)
- 3 sièges à pourvoir au conseil communautaire (CA Grand Belfort)

|                          | Daniel Feurtey | EÉLV           | 809   | 54,40  | 18 | 2 |  |  |
|                          | Gilles Dichamp | UMP            | 678   | 45,59  | 5  | 1 |  |  |
|                          |                |                |       |        |    |   |  |  |
| Inscrits                 | Inscrits       | Inscrits       | 2 431 | 100,00 |    |   |  |  |
| Abstentions              | Abstentions    | Abstentions    | 866   | 35,62  |    |   |  |  |
| Votants                  | Votants        | Votants        | 1 565 | 64,38  |    |   |  |  |
| Blancs et nuls           | Blancs et nuls | Blancs et nuls | 78    | 4,98   |    |   |  |  |
| Exprimés                 | Exprimés       | Exprimés       | 1 487 | 95,02  |    |   |  |  |
| * Liste du maire sortant |                |                |       |        |    |   |  |  |

### Delle
- Maire sortant : Pierre Oser (PS)
- 29 sièges à pourvoir au conseil municipal (population légale 2011 : 5 906 habitants)
- 6 sièges à pourvoir au conseil communautaire (CC du Sud Territoire)

|                          | Pierre Oser *   | PS-PCF-EELV    | 1 216 | 52,41  | 22 | 5 |  |  |
|                          | Frederic Rousse | UMP            | 1 104 | 47,58  | 7  | 1 |  |  |
|                          |                 |                |       |        |    |   |  |  |
| Inscrits                 | Inscrits        | Inscrits       | 3 971 | 100,00 |    |   |  |  |
| Abstentions              | Abstentions     | Abstentions    | 1 519 | 38,25  |    |   |  |  |
| Votants                  | Votants         | Votants        | 2 452 | 61,75  |    |   |  |  |
| Blancs et nuls           | Blancs et nuls  | Blancs et nuls | 132   | 5,38   |    |   |  |  |
| Exprimés                 | Exprimés        | Exprimés       | 2 320 | 94,62  |    |   |  |  |
| * Liste du maire sortant |                 |                |       |        |    |   |  |  |

### Éloie
- Maire sortant : Michel Oriez
- 15 sièges à pourvoir au conseil municipal (population légale 2011 : 1 005 habitants)
- 1 sièges à pourvoir au conseil communautaire (CA Grand Belfort)

|                          | Michel Oriez * | DVG            | 430 | 100,00 | 15 | 1 |  |  |
|                          |                |                |     |        |    |   |  |  |
| Inscrits                 | Inscrits       | Inscrits       | 757 | 100,00 |    |   |  |  |
| Abstentions              | Abstentions    | Abstentions    | 275 | 36,33  |    |   |  |  |
| Votants                  | Votants        | Votants        | 482 | 63,67  |    |   |  |  |
| Blancs et nuls           | Blancs et nuls | Blancs et nuls | 52  | 10,79  |    |   |  |  |
| Exprimés                 | Exprimés       | Exprimés       | 430 | 89,21  |    |   |  |  |
| * Liste du maire sortant |                |                |     |        |    |   |  |  |

### Essert
- Maire sortant : Yves Gaume (UMP)
- 23 sièges à pourvoir au conseil municipal (population légale 2011 : 3 166 habitants)
- 3 sièges à pourvoir au conseil communautaire (CA Grand Belfort)

|                          | Yves Gaume *              | UMP            | 1 050 | 65,78  | 19 | 2 |  |  |
|                          | Marie-Christine Grandjean | SE             | 546   | 34,21  | 4  | 1 |  |  |
|                          |                           |                |       |        |    |   |  |  |
| Inscrits                 | Inscrits                  | Inscrits       | 2 476 | 100,00 |    |   |  |  |
| Abstentions              | Abstentions               | Abstentions    | 801   | 32,35  |    |   |  |  |
| Votants                  | Votants                   | Votants        | 1 675 | 67,65  |    |   |  |  |
| Blancs et nuls           | Blancs et nuls            | Blancs et nuls | 79    | 4,72   |    |   |  |  |
| Exprimés                 | Exprimés                  | Exprimés       | 1 596 | 95,28  |    |   |  |  |
| * Liste du maire sortant |                           |                |       |        |    |   |  |  |

### Étueffont
- Maire sortant : Gérard Guyon (MRC)
- 15 sièges à pourvoir au conseil municipal (population légale 2011 : 1 465 habitants)
- 4 sièges à pourvoir au conseil communautaire (CC des Vosges du Sud)

|                | René Bazin     | MRC            | 469   | 54,85  | 12 | 3 |  |  |
|                | Alain Fessler  | DVG            | 386   | 45,14  | 3  | 1 |  |  |
|                |                |                |       |        |    |   |  |  |
| Inscrits       | Inscrits       | Inscrits       | 1 194 | 100,00 |    |   |  |  |
| Abstentions    | Abstentions    | Abstentions    | 313   | 26,21  |    |   |  |  |
| Votants        | Votants        | Votants        | 881   | 73,79  |    |   |  |  |
| Blancs et nuls | Blancs et nuls | Blancs et nuls | 26    | 2,95   |    |   |  |  |
| Exprimés       | Exprimés       | Exprimés       | 855   | 97,05  |    |   |  |  |

### Évette-Salbert
- Maire sortant : Francis Nanse
- 19 sièges à pourvoir au conseil municipal (population légale 2011 : 2 075 habitants)
- 2 sièges à pourvoir au conseil communautaire (CA Grand Belfort)

|                | Bernard Guillemet | SE             | 960   | 100,00 | 19 | 2 |  |  |
|                |                   |                |       |        |    |   |  |  |
| Inscrits       | Inscrits          | Inscrits       | 1 802 | 100,00 |    |   |  |  |
| Abstentions    | Abstentions       | Abstentions    | 724   | 40,18  |    |   |  |  |
| Votants        | Votants           | Votants        | 1 078 | 59,82  |    |   |  |  |
| Blancs et nuls | Blancs et nuls    | Blancs et nuls | 118   | 10,95  |    |   |  |  |
| Exprimés       | Exprimés          | Exprimés       | 960   | 89,05  |    |   |  |  |

### Giromagny
- Maire sortant : Jean Lefevre (DVG)
- 23 sièges à pourvoir au conseil municipal (population légale 2011 : 3 148 habitants)
- 8 sièges à pourvoir au conseil communautaire (CC des Vosges du Sud)

|                | Jacques Colin      | SE             | 865   | 63,23  | 19 | 7 |  |  |
|                | Stephane Jacquemin | SE             | 503   | 36,76  | 4  | 1 |  |  |
|                |                    |                |       |        |    |   |  |  |
| Inscrits       | Inscrits           | Inscrits       | 2 329 | 100,00 |    |   |  |  |
| Abstentions    | Abstentions        | Abstentions    | 862   | 37,01  |    |   |  |  |
| Votants        | Votants            | Votants        | 1 467 | 62,99  |    |   |  |  |
| Blancs et nuls | Blancs et nuls     | Blancs et nuls | 99    | 6,75   |    |   |  |  |
| Exprimés       | Exprimés           | Exprimés       | 1 368 | 93,25  |    |   |  |  |

### Grandvillars
- Maire sortant : Christian Rayot (DVG)
- 23 sièges à pourvoir au conseil municipal (population légale 2011 : 3 012 habitants)
- 4 sièges à pourvoir au conseil communautaire (CC du Sud Territoire)

|                          | Christian Rayot * | SE             | 945   | 100,00 | 23 | 4 |  |  |
|                          |                   |                |       |        |    |   |  |  |
| Inscrits                 | Inscrits          | Inscrits       | 1 948 | 100,00 |    |   |  |  |
| Abstentions              | Abstentions       | Abstentions    | 838   | 43,02  |    |   |  |  |
| Votants                  | Votants           | Votants        | 1 110 | 56,98  |    |   |  |  |
| Blancs et nuls           | Blancs et nuls    | Blancs et nuls | 165   | 14,86  |    |   |  |  |
| Exprimés                 | Exprimés          | Exprimés       | 945   | 85,14  |    |   |  |  |
| * Liste du maire sortant |                   |                |       |        |    |   |  |  |

### Joncherey
- Maire sortant : Maurice Nicoud
- 15 sièges à pourvoir au conseil municipal (population légale 2011 : 1 304 habitants)
- 2 sièges à pourvoir au conseil communautaire (CC du Sud Territoire)

|                | Jacques Alexandre | SE             | 516   | 100,00 | 15 | 2 |  |  |
|                |                   |                |       |        |    |   |  |  |
| Inscrits       | Inscrits          | Inscrits       | 1 002 | 100,00 |    |   |  |  |
| Abstentions    | Abstentions       | Abstentions    | 389   | 38,82  |    |   |  |  |
| Votants        | Votants           | Votants        | 613   | 61,18  |    |   |  |  |
| Blancs et nuls | Blancs et nuls    | Blancs et nuls | 97    | 15,82  |    |   |  |  |
| Exprimés       | Exprimés          | Exprimés       | 516   | 84,18  |    |   |  |  |

### Lepuix
- Maire sortant : Daniel Roth
- 15 sièges à pourvoir au conseil municipal (population légale 2011 : 1 127 habitants)
- 3 sièges à pourvoir au conseil communautaire (CC des Vosges du Sud)

|                          | Daniel Roth *  | DVG            | 428 | 100,00 | 15 | 3 |  |  |
|                          |                |                |     |        |    |   |  |  |
| Inscrits                 | Inscrits       | Inscrits       | 910 | 100,00 |    |   |  |  |
| Abstentions              | Abstentions    | Abstentions    | 337 | 37,03  |    |   |  |  |
| Votants                  | Votants        | Votants        | 573 | 62,97  |    |   |  |  |
| Blancs et nuls           | Blancs et nuls | Blancs et nuls | 145 | 25,31  |    |   |  |  |
| Exprimés                 | Exprimés       | Exprimés       | 428 | 74,69  |    |   |  |  |
| * Liste du maire sortant |                |                |     |        |    |   |  |  |

### Méziré
- Maire sortant : Raphaël Rodriguez (PS)
- 15 sièges à pourvoir au conseil municipal (population légale 2011 : 1 404 habitants)
- 2 sièges à pourvoir au conseil communautaire (CA Grand Belfort)

|                          | Raphaël Rodriguez * | PS             | 382 | 100,00 | 15 | 2 |  |  |
|                          |                     |                |     |        |    |   |  |  |
| Inscrits                 | Inscrits            | Inscrits       | 948 | 100,00 |    |   |  |  |
| Abstentions              | Abstentions         | Abstentions    | 450 | 47,47  |    |   |  |  |
| Votants                  | Votants             | Votants        | 498 | 52,53  |    |   |  |  |
| Blancs et nuls           | Blancs et nuls      | Blancs et nuls | 116 | 23,29  |    |   |  |  |
| Exprimés                 | Exprimés            | Exprimés       | 382 | 76,71  |    |   |  |  |
| * Liste du maire sortant |                     |                |     |        |    |   |  |  |

### Montreux-Château
- Maire sortant : Laurent Conrad (DVG)
- 15 sièges à pourvoir au conseil municipal (population légale 2011 : 1 115 habitants)
- 2 sièges à pourvoir au conseil communautaire (CA Grand Belfort)

|                          | Laurent Conrad * | DVG            | 460 | 100,00 | 15 | 2 |  |  |
|                          |                  |                |     |        |    |   |  |  |
| Inscrits                 | Inscrits         | Inscrits       | 781 | 100,00 |    |   |  |  |
| Abstentions              | Abstentions      | Abstentions    | 280 | 35,85  |    |   |  |  |
| Votants                  | Votants          | Votants        | 501 | 64,15  |    |   |  |  |
| Blancs et nuls           | Blancs et nuls   | Blancs et nuls | 41  | 8,18   |    |   |  |  |
| Exprimés                 | Exprimés         | Exprimés       | 460 | 91,82  |    |   |  |  |
| * Liste du maire sortant |                  |                |     |        |    |   |  |  |

### Morvillars
- Maire sortant : Françoise Ravey
- 15 sièges à pourvoir au conseil municipal (population légale 2011 : 1 151 habitants)
- 2 sièges à pourvoir au conseil communautaire (CA Grand Belfort)

|                | Éric Ruchti    | SE             | 372 | 100,00 | 15 | 2 |  |  |
|                |                |                |     |        |    |   |  |  |
| Inscrits       | Inscrits       | Inscrits       | 753 | 100,00 |    |   |  |  |
| Abstentions    | Abstentions    | Abstentions    | 299 | 39,71  |    |   |  |  |
| Votants        | Votants        | Votants        | 454 | 60,29  |    |   |  |  |
| Blancs et nuls | Blancs et nuls | Blancs et nuls | 82  | 18,06  |    |   |  |  |
| Exprimés       | Exprimés       | Exprimés       | 372 | 81,94  |    |   |  |  |

### Offemont
- Maire sortant : Françoise Bouvier (MRC)
- 27 sièges à pourvoir au conseil municipal (population légale 2011 : 3 513 habitants)
- 3 sièges à pourvoir au conseil communautaire (CA Grand Belfort)

|                          | Pierre Carles       | SE             | 891   | 50,91  | 21 | 2 |  |  |
|                          | Françoise Bouvier * | DVG            | 728   | 41,60  | 5  | 1 |  |  |
|                          | Vedat Demir         | SE             | 131   | 7,48   | 1  |   |  |  |
|                          |                     |                |       |        |    |   |  |  |
| Inscrits                 | Inscrits            | Inscrits       | 2 775 | 100,00 |    |   |  |  |
| Abstentions              | Abstentions         | Abstentions    | 934   | 33,66  |    |   |  |  |
| Votants                  | Votants             | Votants        | 1 841 | 66,34  |    |   |  |  |
| Blancs et nuls           | Blancs et nuls      | Blancs et nuls | 91    | 4,94   |    |   |  |  |
| Exprimés                 | Exprimés            | Exprimés       | 1 750 | 95,06  |    |   |  |  |
| * Liste du maire sortant |                     |                |       |        |    |   |  |  |

### Pérouse
- Maire sortant : Christian Houille (DVG)
- 15 sièges à pourvoir au conseil municipal (population légale 2011 : 1 112 habitants)
- 1 siège à pourvoir au conseil communautaire (CA Grand Belfort)

|                          | Christian Houille * | DVG            | 411 | 100,00 | 15 | 1 |  |  |
|                          |                     |                |     |        |    |   |  |  |
| Inscrits                 | Inscrits            | Inscrits       | 827 | 100,00 |    |   |  |  |
| Abstentions              | Abstentions         | Abstentions    | 326 | 39,42  |    |   |  |  |
| Votants                  | Votants             | Votants        | 501 | 60,58  |    |   |  |  |
| Blancs et nuls           | Blancs et nuls      | Blancs et nuls | 90  | 17,96  |    |   |  |  |
| Exprimés                 | Exprimés            | Exprimés       | 411 | 82,04  |    |   |  |  |
| * Liste du maire sortant |                     |                |     |        |    |   |  |  |

### Rougegoutte
- Maire sortant : Guy Miclo
- 15 sièges à pourvoir au conseil municipal (population légale 2011 : 1 011 habitants)
- 3 sièges à pourvoir au conseil communautaire (CC des Vosges du Sud)

|                          | Guy Miclo *    | DVD            | 419 | 100,00 | 15 | 3 |  |  |
|                          |                |                |     |        |    |   |  |  |
| Inscrits                 | Inscrits       | Inscrits       | 804 | 100,00 |    |   |  |  |
| Abstentions              | Abstentions    | Abstentions    | 267 | 33,21  |    |   |  |  |
| Votants                  | Votants        | Votants        | 537 | 66,79  |    |   |  |  |
| Blancs et nuls           | Blancs et nuls | Blancs et nuls | 118 | 21,97  |    |   |  |  |
| Exprimés                 | Exprimés       | Exprimés       | 419 | 78,03  |    |   |  |  |
| * Liste du maire sortant |                |                |     |        |    |   |  |  |

### Rougemont-le-Château
- Maire sortant : Michel Berne
- 15 sièges à pourvoir au conseil municipal (population légale 2011 : 1 388 habitants)
- 4 sièges à pourvoir au conseil communautaire (CC des Vosges du Sud)

|                | Didier Vallverdu | UMP            | 495 | 64,03  | 13 | 3 |  |  |
|                | Patrick Miesch   | DVG            | 278 | 35,96  | 2  | 1 |  |  |
|                |                  |                |     |        |    |   |  |  |
| Inscrits       | Inscrits         | Inscrits       | 978 | 100,00 |    |   |  |  |
| Abstentions    | Abstentions      | Abstentions    | 186 | 19,02  |    |   |  |  |
| Votants        | Votants          | Votants        | 792 | 80,98  |    |   |  |  |
| Blancs et nuls | Blancs et nuls   | Blancs et nuls | 19  | 2,40   |    |   |  |  |
| Exprimés       | Exprimés         | Exprimés       | 773 | 97,60  |    |   |  |  |

### Trévenans
- Maire sortant : Pierre Boucon
- 15 sièges à pourvoir au conseil municipal (population légale 2011 : 1 171 habitants)
- 2 sièges à pourvoir au conseil communautaire (CA Grand Belfort)

|                          | Pierre Barlogis | SE             | 317 | 52,57  | 12 | 2 |  |  |
|                          | Pierre Boucon * | DVG            | 286 | 47,42  | 3  |   |  |  |
|                          |                 |                |     |        |    |   |  |  |
| Inscrits                 | Inscrits        | Inscrits       | 915 | 100,00 |    |   |  |  |
| Abstentions              | Abstentions     | Abstentions    | 284 | 31,04  |    |   |  |  |
| Votants                  | Votants         | Votants        | 631 | 68,96  |    |   |  |  |
| Blancs et nuls           | Blancs et nuls  | Blancs et nuls | 28  | 4,44   |    |   |  |  |
| Exprimés                 | Exprimés        | Exprimés       | 603 | 95,56  |    |   |  |  |
| * Liste du maire sortant |                 |                |     |        |    |   |  |  |

### Valdoie
- Maire sortant : Michel Zumkeller (UDI)
- 29 sièges à pourvoir au conseil municipal (population légale 2011 : 5 233 habitants)
- 3 sièges à pourvoir au conseil communautaire (CA Grand Belfort)

|                          | Michel Zumkeller * | UDI            | 1 501 | 65,54  | 24 | 2 |  |  |
|                          | Olivier Domon      | PS             | 789   | 34,45  | 5  | 1 |  |  |
|                          |                    |                |       |        |    |   |  |  |
| Inscrits                 | Inscrits           | Inscrits       | 3 562 | 100,00 |    |   |  |  |
| Abstentions              | Abstentions        | Abstentions    | 1 139 | 31,98  |    |   |  |  |
| Votants                  | Votants            | Votants        | 2 423 | 68,02  |    |   |  |  |
| Blancs et nuls           | Blancs et nuls     | Blancs et nuls | 133   | 5,49   |    |   |  |  |
| Exprimés                 | Exprimés           | Exprimés       | 2 290 | 94,51  |    |   |  |  |
| * Liste du maire sortant |                    |                |       |        |    |   |  |  |